# Reric
Reric var en slavisk eller saksisk handelsplads, der lå ved sydkysten af Østersøen i nærheden af det nuværende Wismar. Reric lå i begyndelsen af 800-tallet på grænsen mellem obotritterne, danskerne og frankerne. På denne tid ekspanderede både danskere (under kong Godfred) og frankere (under Karl den Store).
Frankiske rigsannaler fortæller, at den danske kong Godfred i 808 undertvang obotritterne, ødelagde Reric og tvangsflyttede købmændene herfra til sin egen portus Sliesthorp (i dag Hedeby). Dette angreb gik imidlertid ind i frankernes interessesfære, så Karl den Store rejste hastigt en hær og gik mod Godfred, der trak sig tilbage til Hedeby.
Det var længe uklart, hvor Reric lå, men i 1990'erne fandt man en by, der menes at være Reric, på kysten nord for Wismar.

## Det mytologiske Reric
Den nuværende by Rerik, der ligger noget nord for vikingetidsbyens formodede placering, hed indtil 1938 Alt-Gaarz, men magthaverne brød sig ikke om dette navns slaviske etymologi, så navnet blev ændret til det mere germansk-lydende Rerik.